# Musical JM
O Musical JM é um grupo da cidade de Parobé no Rio Grande do Sul que foi fundado por Jair Martins, Jair Maurer, Joacir da Silva, Josenir da Silva, Lenoir da Silva e Cleiton Borges no ano de 1990. O nome da banda surgiu da curiosa coincidência de vários membros da banda terem em seus nomes as iniciais J e M. Seus álbuns Amor Mafioso e Busão do JM receberam o disco de ouro. 
A banda ficou conhecida no Brasil após o lançamento do álbum Barquinho Azul, de 1995.
Seus Grandes sucessos são ainda muito executados em bailes no interior do Rio Grande do Sul e rádios populares, entre eles destacam-se:Amor Mafioso, Um e noventa e nove, Feliz Aniversário, Final de Semana, Mulher de Peão, Popozuda da Vila, Pegando O Ônibus(também conhecida como "Porto Alegre é longe"), O Ultimo baile e A namorada que sumiu, entre outros.
Após 30 anos a frente do JM, Clair Plínio Borges (Sananduva, 27 de julho de 1970), conhecido como Cleiton Borges sai da banda para uma carreira solo, em seu lugar entra Tiarles Nunes, que também tinha uma história de sucesso com a Banda RC, também de Parobé.
É composto por:
- Tiarles Nunes (voz solo)
- Joacir da Silva (guitarra e vocal)
- Darlan da Silva (baixo e vocal)
- Anderson "Sony" Santos (trompete)
- Luis Carlos da Silva "Fritz" (trompete)
- Cristiano Souza (teclados, acordeon e vocal)
- Cleitinho Santos (bateria)

### Discografia
|        | ANO  | ÁLBUM                             |
| Vol.01 | 1990 | Nosso Amor Ainda É Segredo        |
| Vol.02 | 1991 | Noite de Festa                    |
| Vol.03 | 1993 | O Que Era Brincadeira Hoje É Amor |
| Vol.04 | 1994 | Inimigos No Amor                  |
| Vol.05 | 1995 | Barquinho Azul                    |
| Vol.06 | 1996 | Mil Kilômetros                    |
| Vol.07 | 1997 | A Namorada Que Sumiu              |
| Vol.08 | 1998 | Musical JM e Amigos               |
| Vol.09 | 1999 | Baile Bom                         |
| Vol.10 | 2000 | Popozuda da Vila                  |
| Vol.11 | 2002 | A Princesa E O Pobretão           |
| Vol.12 | 2003 | Beijo Com Cerveja                 |
| Vol.13 | 2004 | Amor Mafioso                      |
| Vol.14 | 2006 | Busão do JM                       |
| Vol.15 | 2007 | Como Vai Você?                    |
| Vol.16 | 2008 | Campeão de Bilheteria             |
| Vol.17 | 2009 | Espelho, Espelho Meu              |
| Vol.18 | 2010 | Ela Vai Voltar                    |
| Vol.19 | 2013 | Camas Separadas                   |
| Vol.20 | 2023 | A História Continua...            |
| ------ | ---- | --------------------------------- |

### Compilações
- O melhor de Musical JM (1997)
- O melhor de Musical JM - Volume 2 (2005)

### Participações em coletâneas
- Amor e saudade - Volume 3:" Com a música "Nosso amor ainda é segredo"
- Amor e saudade - Volume 4:" Com a música "Você me chamou de amor"
- Amor e saudade - Volume 5:" Com a música "Não suportei a despedida"
- Show de Bandas: Com a música "Aonde está meu bem"
- Show de Bandas - Volume 2: Com as músicas "Loirinha dos olhos azuis" e "A procura da felicidade"
- Show de Bandas - Volume 3: Com as músicas "La bodeguita" e "Garota verão"
- Show de Bandas - Volume 4: Com a música "Todos saem viajar"
- Show de Bandas - Volume 5: Com as músicas "A namorada que sumiu" e "Não me abandone"
- Show de Bandas - Volume 6: Com as músicas "Eu também já" e "Depois que bebo tudo é miss"
- Show de Bandas - Volume 7: Com a música "Feliz aniversário"
- Show de Bandas - Volume 8: Com a música "Popozuda da vila"
- Show de Bandas - Volume 9: Com a música "Amor mafioso"
- Show de Bandas - Volume 10: Com a música "Amor temporário"
- Show de Bandas - Ao vivo: Com as músicas "O último baile", "Popozuda da vila" e "Eu também já"
- Show de Bandas - Ao vivo II: Com as músicas "Beijo com cerveja" e "Feliz aniversário"
- Superbandas: Com a música "Popozuda da vila"
- Canta Sul: As bandas na TV: Com a música "15 dias de férias"
- Canta Sul: As bandas na TV (Volume 2): Com a música "Patricinhas do baile"
- Canta Sul: As bandas na TV (Volume 3): Com as músicas "Pegando o ônibus" e "Juras de amor"

### Projetos solos
- É triste amar você (1990) - Clayton

### DVD'S
- Como Vai Você? (2007)

### No YouTube
- Pocket Show, Vol I e II (2022)